# 爱尔巴桑区
爱尔巴桑区是阿爾巴尼亞的36个旧区之一，这些区份在2000年7月全部撤销，并由新成立的12个州份取代。该区面积为1,290平方公里，人口数量为224,974人（2001年）。该区位於阿爾巴尼亞中部，区府为爱尔巴桑市。该区的范围现为艾巴申州的三个市镇：爱尔巴桑、貝爾什和策里克。